# Jiya
Jiya (JIYA -ジヤ-?) è un manga in tre capitoli di Akira Toriyama e Masakazu Katsura, pubblicato nel 2009 su Weekly Shōnen Jump. Il manga è frutto di una collaborazione tra i due mangaka come già era accaduto nel 2008 con la storia Sachie-chan's goo!, edita su Jump Square. La sceneggiatura è stata affidata a Toriyama, mentre Katsura si è occupato dei disegni. La vicenda narra di un alieno, che diviene eroe della giustizia.
Il manga è stato pubblicato in Italia nel volume Katsura Akira. Katsura & Akira Short Stories, uscito il 5 novembre 2014 per l'editore Star Comics.